# Andreas Lebert

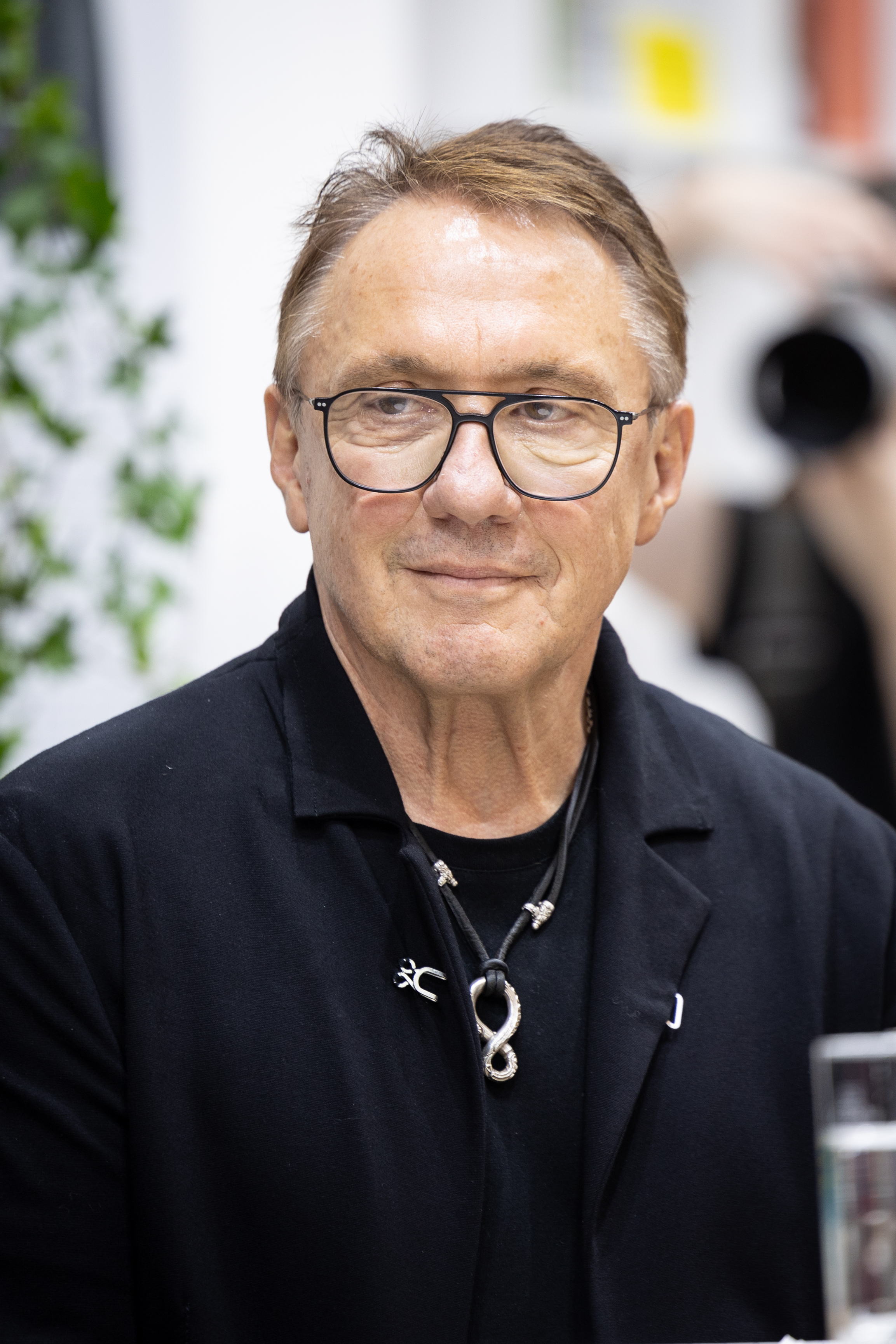
Andreas Lebert auf der Frankfurter Buchmesse 2024

Andreas Lebert (* 7. Oktober 1955 in München) ist ein deutscher Journalist. Seit Februar 2024 ist er Leiter des Ressorts Feuilleton der Zeit. Zuvor war er von August 2013 bis Februar 2024 Chefredakteur von Zeit Wissen. Zudem ist er Dozent am Institut für Kultur- und Medienmanagement der Freien Universität Berlin.

## Leben
Andreas Lebert ist ein Sohn von Ursula und Norbert Lebert.
Von 1986 bis 1989 war Lebert Ressortleiter bei Brigitte. 1990 gründete Lebert das SZ-Magazin und war dort bis 1996 Chefredakteur. Er konzipierte dort auch das SZ-Jugendmagazin Jetzt.
In den Jahren 1996 und 1997 war Lebert stellvertretender Chefredakteur des Stern. Für Die Zeit konzipierte er danach das Ressort „Leben“, das seine 1998 gegründete Firma LEBERT Medienproduktion GmbH produziert. Die LEBERT Medienproduktion GmbH konzipierte unter anderem auch die Frauenzeitschrift Brigitte mom. Ab 2002 bis August 2012 war Lebert Chefredakteur der Brigitte. Von August 2013 bis Februar 2024 war er Chefredakteur von Zeit Wissen. Seit Februar 2024 ist er Leiter des Ressorts Feuilleton der Zeit.
Lebert ist Kuratoriumsmitglied der Vodafone-Stiftung.
Zusammen mit seinem jüngeren Bruder Stephan Lebert veröffentlichte Andreas Lebert 2007 das Sachbuch Anleitung zum Männlichsein. Leberts Sohn ist der Schriftsteller Benjamin Lebert.
Die Brüder Andreas und Stephan Lebert veröffentlichen auch unter den Pseudonymen Max Landorff (Der Regler-Trilogie, Die Siedlung der Toten), Anna Friedrich (Holly-Serie) und Andrea Di Stefano (Lago-Maggiore-Krimi-Reihe). Ihr Buch Tutto Bene: Ein Lago-Maggiore-Krimi wurde für ZDF und ORF unter dem Titel Der Geier – Die Tote mit dem falschen Leben mit Philipp Hochmair verfilmt.

## Bücher
- mit Stephan Lebert, Elke Reichart, Bruno Reichart: Herzensangelegenheiten. S. Fischer Verlag, Frankfurt 2017, ISBN 978-3-596-29907-2.
- mit Stephan Lebert: Der Ernst des Lebens und was man dagegen tun muss. S. Fischer Verlag, Frankfurt 2010, ISBN 978-3-596-18087-5.
- mit Stephan Lebert: Anleitung zum Männlichsein. S. Fischer Verlag, Frankfurt 2007, ISBN 978-3100425034.